# Guppy (portail)
Pour les articles homonymes, voir Guppy (homonymie).
 (septembre 2012).
GuppY est un logiciel libre destiné à la conception de site web, de type système de gestion de contenu. Distribué selon les termes de la licence CeCILL, il est écrit en PHP et ne s'appuie pas sur un SGBD comme MySQL.

## Présentation
GuppY est un portail Web conçu pour être facile d'installation et ne nécessite pas de base de données pour fonctionner. Il permet de générer très rapidement un site Web complet "responsive -design", "mobile-friendly", interactif, sans aucune connaissance technique. 
Système de gestion de contenu (SGC), il offre une interface d'administration complète et sécurisée pour gérer l'apparence du site et le contenu de ses différentes rubriques.
Il n'utilise pas de SGBD de type MySQL. Ceci permet une grande souplesse et présente de multiples avantages :
1. quasiment tous les hébergeurs Internet sont possibles, y compris les gratuits. Ils doivent par contre supporter PHP.
2. il n'y a pas de compétence technique en installation de base de données à posséder.
3. l'affichage des pages est grandement accéléré.[réf. nécessaire]

Il est un des rares systèmes de gestion de contenu open source conçu par une équipe française (GuppyTeam) répertorié notamment sur le site Framasoft.

### Multilangue et facultativement bilingue
GuppY a une option de gestion bilingue du contenu, qui permet de construire un portail bilingue, en laissant au choix les deux langues d'affichage. 
La distribution propose par défaut une gestion bilingue franco-anglaise, mais un pack de langues à télécharger séparément permet de bâtir un portail dans une (ou deux) des langues actuellement disponibles

### Fonctionnel et complet
GuppY permet de réaliser un site interactif complet, grâce à de nombreuses fonctionnalités :
- une page d'accueil configurable à loisir.
- un éditorial
- un système de news avec archives, l'affichage du nombre de nouvelles par page étant paramétrable. Les visiteurs peuvent aussi proposer des news, qui sont soit immédiatement affichées soit soumises à la validation de l'administrateur. Il est possible de proposer un fil RSS des news pour les syndiquer.
- une gestion d'articles répartis dans deux boîtes, avec un classement par rubriques paramétrables. Les articles sont automatiquement datés, les modifications portées également ; un compteur de lecture peut être activé. Chaque article est également proposé dans une version imprimable.
- un système de commentaires optionnel permet aux visiteurs de réagir aux articles.
- un annuaire de liens classés par catégories, l'affichage du nombre d'items étant paramétrable.
- un espace de téléchargements, avec classement par catégories. Le nombre d'items par page est paramétrable.
- une FAQ classée par catégories, le nombre de FAQ par page étant paramétrable.
- un diaporama de photos décliné en deux versions. Dans les deux cas, la gestion est simple.
- un livre d'or, modérable a priori ou a posteriori
- un forum avec avatar, jauge de postage, reconnaissance des membres, possibilité d'être averti par courriel (en option). Le forum peut contenir jusqu’à 15 sujets, être modéré a priori ou a posteriori et disposer d'un compteur de lectures.
- une boîte « sondage ».
- un compteur totalisant le nombre de visites et indiquant le nombre de visiteurs en ligne.
- une lettre d'information avec un système de gestion complet (archives, liste des abonnés, etc.)
- un système de recommandation pour diffuser l'adresse de votre site et permettre à vos visiteurs d'envoyer son URL à leurs amis.
- des boîtes libres en nombre illimité.
- un calendrier avec, en option, un agenda pour annoncer / gérer des événements.
- une boîte RSS pour syndiquer des contenus et des fils RSS.
- une option multi-rédacteurs, pour une gestion collaborative du portail, avec attribution fine des droits de chacun + messagerie interne aux rédacteurs.
- une messagerie interne permettant aux membres en ligne de communiquer entre eux par mini-messages
- des zones membre en option, ce qui permet de soumettre l'accès de certaines parties du site à un enregistrement.
- une gestion de membres fine (optionnelle) en groupes privés, permettant de réserver chaque document à un groupe (innovation de la version 4.6.15)
- une boîte « préférences » offrant aux visiteurs la possibilité d'enregistrer leur profil en renseignant leur pseudonyme, courriel et site Web. Les utilisateurs peuvent aussi choisir l'habillage du site, la disposition des boîtes, et profiter de quelques autres options.
- une version du site est proposée aux mobiles, PDA et malvoyants.
- de nombreux plugin sont téléchargeables gratuitement.

## Historique
- v1.0 - 30 décembre 2002 : première version
- v2.0 - 27 février 2003
- v3.0 - 25 février 2004
- V4.0 - 6 décembre 2004
- v4.5 - 28 juin 2005
- v4.5.18 - 1er avril 2007
- v4.5.19 - 10 novembre 2007
- v4.6.0 - 4 juin 2007 : ajout d'un blog
- v4.6.1 - 3 juillet 2007
- v4.6.2 - 1er août 2007
- v4.6.3 - 30 août 2007
- v4.6.4 - 4 novembre 2007
- v4.6.5 - 5 décembre 2007
- v4.6.6 - 14 avril 2008
- v4.6.7 - 23 avril 2008
- v4.6.8 - 24 juin 2008
- v4.6.9 - 25 décembre 2008
- v4.6.10 - 7 septembre 2009
- v4.6.11 - 15 décembre 2009
- v4.6.12 - 1er mai 2010
- v4.6.13 - 22 mai 2010
- v4.6.14 - 14 février 2011
- v4.6.15 - 1er juillet 2011
- v4.6.16 - 2 septembre 2011
- v4.6.17 - 21 octobre 2011
- v4.6.18 - 9 février 2012
- v4.6.19 - 30 mars 2012
- v4.6.20 - 24 mai 2012
- v4.6.28 - 12 octobre 2013
- v5.0 - 25 février 2014
- v5.0.9 - 28 novembre 2014
- v5.01 - 12 juin 2015 : version "responsive"
- v5.02 - 12 mai 2017
- v5.02.09 - 6 juin 2019
- v5.03 - 3 décembre 2019
- v5.03.03 - 31 mai 2020
- v6.00.19 - 26 août 2024

## Personnalisation
GuppY peut être modifié tant sur le plan graphique à l'aide de skins (feuilles de style CSS notamment)  que fonctionnel à l'aide de plug-ins. Il existe aussi des variations du logiciel (forks) amenant à celui-ci de nouvelles fonctionnalités et/ou une apparence spécifique.
Ces personnalisations : skins, plugins, forks, peuvent être trouvées sur les sites officiels, mais également sur des sites "non-officiels" qui n'y sont pas référencés.

#### Sites officiels
- (mul) FreeGuppY
- (mul) GuppYLand
- GuppYED